# Rabeda (San Ciprián de Viñas)
Rabeda (llamada oficialmente Santa Cruz da Rabeda) es una parroquia y un lugar del municipio español de San Ciprián de Viñas, en la provincia de Orense, Galicia.

## Toponimia
La parroquia también es conocida por los nombres de Santa Cruz da Raveda y Santa Cruz de Rabeda.

## Organización territorial
La parroquia está formada por seis entidades de población:
- Calvos
- La Carballeira (A Carballeira)
- La Castellana (A Castellana)
- La Iglesia (A Eirexa)
- Mioteira (A Mioteira)
- Santa Cruz (Santa Cruz da Rabeda)

## Demografía

### Parroquia
| Gráfica de evolución demográfica de Rabeda (parroquia) entre 2000 y 2023 |
|                                                                          |
| Datos según el nomenclátor publicado por el INE.                         |

### Lugar
| Gráfica de evolución demográfica de Santa Cruz (lugar) entre 2000 y 2023 |
|                                                                          |
| Datos según el nomenclátor publicado por el INE.                         |